# Canton de Strasbourg-9
Le Canton de Strasbourg-9 est une ancienne division administrative française, située dans le département du Bas-Rhin et la région Alsace. Il a été créé en 1973 par division du canton de Strasbourg-6 et supprimé en 2014.

## Composition
Le canton de Strasbourg-9 comprenait une partie de la commune de Strasbourg (quartiers de Koenigshoffen, Montagne Verte, Elsau).

## Représentation
| Période | Période                    | Identité     | Étiquette    | Qualité |
| ------- | -------------------------- | ------------ | ------------ | --- |
| 1973    | 1988                       | Émile Koehl  | CDP puis UDF | Administrateur de société Député (1978-1993)                                                                              |
| 1988    | 3 janvier 2011 (démission) | Armand Jung  | PS           | Fonctionnaire territorial Député (1997-2016) Conseiller régional (1986-1997)                                              |
| 2011    | 2015                       | Éric Elkouby | PS           | Attaché parlementaire d'Armand Jung Adjoint au Maire de Strasbourg (2008-2016) Elu en 2015 dans le Canton de Strasbourg-2 |